# Robecchetto con Induno
Robecchetto con Induno – miejscowość i gmina we Włoszech, w regionie Lombardia, w prowincji Mediolan.
Według danych na rok 2004 gminę zamieszkiwało 4320 osób, 332,3 os./km².